# Gyda Svendsdatter
Gyda Svendsdatter (født ca. 980/985 - ukendt) var datter af kong Svend Tveskæg af Danmark og  hans hustru Gunhild af Polen.
Hun blev gifk med Erik jarl, ladejarl i Trøndelag, søn af Håkon jarl på et tidspunkt mellem år 996 og 999. Året efter får de sønnen Håkon Eiriksson. Det er muligt, at de fik flere børn, men de bliver ikke nævnt i kongesagaerne. Efter Eirik Håkonsson får dræbt Olav Tryggvason i slaget ved Svold i år 1000 rejste hun antageligt med sin mand til Norge, og hun var i princippet at ligestille med dronning Norge. 